# Minestryger (spil)
Denne side handler om strategispillet Minestryger. Se Minestryger for skibet minestryger.
Minestryger (Minesweeper) er et simpelt computerspil, hvor det gælder om at undgå alle miner ved hjælp af talanvisninger. Spillet er desuden på tid og det gælder derfor om at få den bedste tidsrekord som kun kan opnås ved et fuldført spil.
Spillet følger med alle versioner af Windows siden 3.1.
Reglerne for spillet er at klikke på et felt for at få et tal mellem 1 og 8 frem, eller et blankt felt. Tallet angiver hvor mange omkringliggende felter der er miner; et blankt felt fremkommer, hvis der ikke er miner i de omkringliggende felter. Alle forbundne, blanke felter ryddes sammen med de omkringliggende felter med tal i automatisk, når et af dem ryddes manuelt. En mine angives ved at højreklikke på det givne felt, hvorved der fremkommer et flag som markerer feltet. Når alle felter, der ikke indeholder miner, er ryddet, er spillet vundet, og tiden stopper.

## Windows-udgaven
I den populære Windows-udgave findes der tre størrelser af Minestryger:
- Begynder (8×8 eller 9×9 felter – 10 miner)
- Øvet (16×16 felter – 40 miner)
- Ekspert (30×16 felter – 99 miner)

samt en brugerdefineret:
- 9×9 til 30×24 felter – 10 til 667 miner (det maksimale antal miner for et A×B antal felter er (A-1)×(B-1))

Fra og med Windows 2000 har Minestryger Begynder været 9×9 – tidligere var den 8×8. Ændringen af feltantallet skyldtes officielt at sandsynligheden for at klikke på en mine var den samme for Begynder og Øvet:
- 8×8 = 64, 10 miner / 64 felter = 15,625% sandsynlighed
- 16×16 = 256, 40 miner / 256 felter = 15,625% sandsynlighed

Nu er sandsynligheden for at ramme en mine faldet lidt:
- 9×9 = 81, 10 miner / 81 felter = 12,346% sandsynlighed

Ændringen kunne også skyldes en ændring af felternes størrelse, således at en 9×9 plade stadig ville kunne rumme tids-/mine-displayet og titellinjen.

## Eksempler
- Online, no rectangular
- 3D
- hexagonal
- triangular
- ASCII
- no guess